# Индекс автомобильных номеров Болгарии

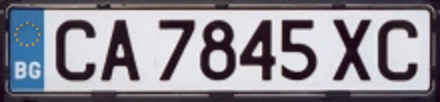
Номер из Софии (с 2007)

Стандартный болгарский автомобильный номер состоит из синей вертикальной полосы (традиционной для европейских стран) с левой стороны с изображением флага Евросоюза. Обычно номерной знак имеет белый фон, на котором последовательно изображаются одно- или двух-буквенный код области, четыре цифры и, наконец, одно- или двухбуквенный код, называемый серией. Таким образом, номер имеет вид X(X) NNNNY или X(X) NNNNYY. В качестве букв могут использоваться 12 букв, совпадающих по написанию в латинском и болгарском алфавитах: А, В, Е, К, М, Н, О, Р, С, Т, У, Х. Одно-буквенная серия используется чаще всего на мопедах и мотоциклах, но иногда может встречаться на некоторых других транспортных средствах. Для всех типов прицепов в качестве первой буквы серии, например, используется буква E, CA 1234 E X.

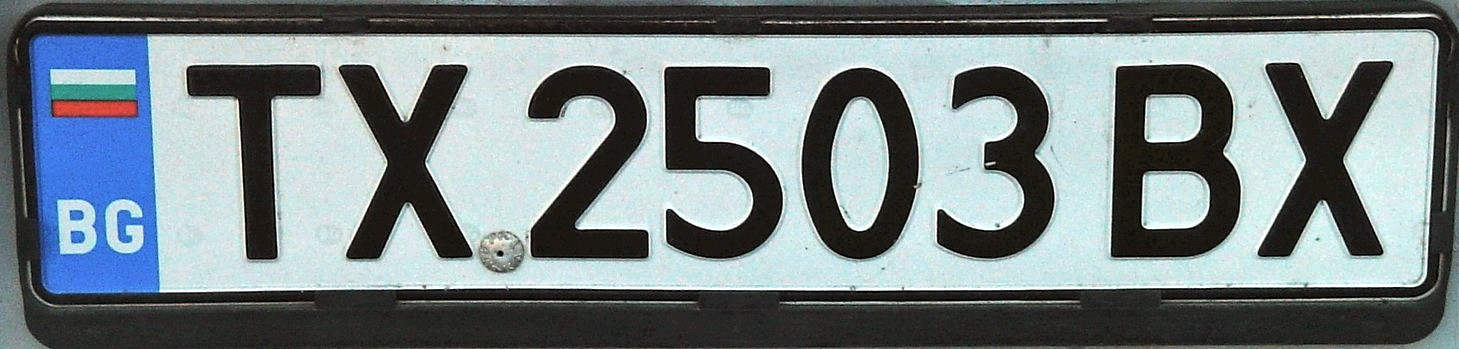
Номер из Добричской области (2001—2007)

Формат XX AAAAAA может использоваться вместо стандартного, и представляет собой специально выбранный владельцем набор букв или цифр (например, имя). Стоимость такого номерного знака — обычно 3500  € (BGN 7000), поэтому они встречаются достаточно редко.
- 1960 — введены номерные знаки с чёрным фоном.
- 1969 — серии X-Y-NNNN и XX-Y-NNNN более не используются.
- 1985 — система расширена второй буквой серийного кода в Софии, напр. A0001AA.
- 1986 — январь 1986 года: введён новый вид номерных знаков с жёлтым фоном, предыдущие знаки больше не используются.
- 1992 — с 1992 года введены номера с белым фоном, теперь в номерных знаках могут использоваться те буквы кириллического алфавита, которые совпадают по своему начертанию с буквами латинского алфавита.
- 1993 — дефисы между буквами и блоками цифр выведены из употребления.
- 2000-2006 — вводится в использование синяя полоса, код Болгарии (BG) и флаг с левой стороны номерного знака.
- 2007 — 1 января 2007 года Болгария и Румыния вошли в состав Европейского союза. В связи с этим вместо флага страны на номера наносится флаг Евросоюза.

Используется три типа временных номерных знаков: NNN T NNN — номер для транзита незарегистрированного транспортного средства через Болгарию; NNN H NNN — номер для нового, ещё не зарегистрированного транспортного средства; NNN B NNN — временный номер для дилеров автомобилей. Все три типа автомобильных номеров имеют белый фон с чёрными символами и красную вертикальную полосу с правой стороны. Как правило, на красной полосе обозначен срок действия номера.
Дипломатические номерные знаки имеют красный фон и белые символы без евростикера, состоят из одной или двух букв (С — посол, СС — консул, СТ — работники посольства) и четырёх цифр, после них — срок действия регистрации ТС.
Номерные знаки иностранных граждан, проживающих в Болгарии имеют синий фон и белые символы, начинаются с кода ХХ, после них идут 4 цифры и срок действия регистрации ТС.

## Индекс номерных знаков по областям
| Код области                 | Название области         | Старый код области (красным выделены измененные коды) |
| --------------------------- | ------------------------ | ----------------------------------------------------- |
| А                           | Бургасская область       | Бс, Б                                                 |
| В                           | Варненская область       | Вн, В                                                 |
| ВН                          | Видинская область        | Вд, ВД                                                |
| ВР                          | Врачанская область       | Вр, ВР                                                |
| ВТ                          | Великотырновская область | ВТ                                                    |
| Е                           | Благоевградская область  | Бл, БЛ                                                |
| ЕВ                          | Габровская область       | Гб, Г                                                 |
| ЕН                          | Плевенская область       | Пл, ПЛ                                                |
| Н                           | Шуменская область        | Ш                                                     |
| К                           | Кырджалийская область    | Кж, К                                                 |
| КН                          | Кюстендилская область    | Кн, КН                                                |
| М                           | Монтанская область       | Мх, М                                                 |
| ОВ                          | Ловечская область        | Лч, Л                                                 |
| Р                           | Русенская область        | Рс, Р                                                 |
| РА                          | Пазарджикская область    | Пз, ПЗ                                                |
| РВ                          | Пловдивская область      | Пд, П                                                 |
| РК                          | Перникская область       | Пк, ПК                                                |
| РР                          | Разградская область      | РЗ                                                    |
| С, СА (c 2006), СВ (с 2014) | София                    | Сф, С, А                                              |
| СМ                          | Смолянская область       | См, СМ                                                |
| СН                          | Сливенская область       | Сл, СЛ                                                |
| СО                          | Софийская область        | СФ                                                    |
| СС                          | Силистренская область    | Сс, СС                                                |
| СТ                          | Старозагорская область   | Сз, СЗ                                                |
| Т                           | Тырговиштская область    | Тщ, Т                                                 |
| ТХ                          | Добричская область       | Тх, ТХ                                                |
| У                           | Ямболская область        | Яб, Я                                                 |
| Х                           | Хасковская область       | Хс, Х                                                 |

## Номерные знаки транспортных средств Армии и Сил Гражданской Защиты
С 2006 года все номерные знаки военных транспортных средств имеют новый формат: буквы «BA» (Bulgarian Army) и шесть цифр. В таком виде номер имеет вид BA NNNNNN. Номера сил гражданской обороны Болгарии получили соответственно код СР (Civil Protect).
| Текущий код | Наименование                                  | Старый код               |
| ----------- | --------------------------------------------- | ------------------------ |
| ВА          | транспортные средства Болгарской армии        | В, красный на белом фоне |
| СР          | транспортные средства сил Гражданской Обороны | ГЗ                       |

## Дипломатические номерные знаки
| Код | Страна                                    |
| --- | ----------------------------------------- |
| 01  | Великобритания                            |
| 02  | США                                       |
| 03  | США                                       |
| 04  | Германия                                  |
| 05  | Турция                                    |
| 06  | не используется                           |
| 07  | Греция                                    |
| 08  | Франция                                   |
| 09  | Франция                                   |
| 10  | Италия                                    |
| 11  | Бельгия                                   |
| 12  | Дания                                     |
| 13  | Нидерланды                                |
| 14  | Испания                                   |
| 15  | Португалия                                |
| 16  | Швеция                                    |
| 17  | Швейцария                                 |
| 18  | Австрия                                   |
| 19  | Аргентина                                 |
| 20  | Япония                                    |
| 21  | Финляндия                                 |
| 22  | не используется                           |
| 23  | Афганистан                                |
| 24  | Алжир                                     |
| 25  | Бразилия                                  |
| 26  | Венесуэла                                 |
| 27  | Гана                                      |
| 28  | Египет                                    |
| 29  | Эквадор                                   |
| 30  | Эфиопия                                   |
| 31  | Индия                                     |
| 32  | Индонезия                                 |
| 33  | Ирак                                      |
| 34  | Иран                                      |
| 35  | Йемен                                     |
| 36  | Колумбия                                  |
| 37  | Кувейт                                    |
| 38  | Ливия                                     |
| 39  | Ливан                                     |
| 40  | Марокко                                   |
| 41  | Мексика                                   |
| 42  | Перу                                      |
| 43  | Сирия                                     |
| 44  | Уругвай                                   |
| 45  | Ирландия                                  |
| 46  | Палестина                                 |
| 47  | Программа развития ООН                    |
| 48  | Комиссия по правам человека ООН           |
| 49  | Международный валютный фонд               |
| 50  | Южная Корея                               |
| 51  | Албания                                   |
| 52  | Вьетнам                                   |
| 53  | Вьетнам                                   |
| 54  | не используется                           |
| 55  | не используется                           |
| 56  | Камбоджа                                  |
| 57  | Китай                                     |
| 58  | Китай                                     |
| 59  | КНДР                                      |
| 60  | Куба                                      |
| 61  | Куба                                      |
| 62  | Монголия                                  |
| 63  | Никарагуа                                 |
| 64  | Польша                                    |
| 65  | Польша                                    |
| 66  | Румыния                                   |
| 67  | Румыния                                   |
| 68  | Россия                                    |
| 69  | Россия                                    |
| 70  | Азербайджан                               |
| 71  | Босния и Герцеговина                      |
| 72  | Венгрия                                   |
| 73  | Венгрия                                   |
| 74  | Чехия                                     |
| 75  | Словакия                                  |
| 76  | Сербия                                    |
| 77  | Мальта                                    |
| 78  | Казахстан                                 |
| 79  | ЮАР                                       |
| 80  | Святой Престол                            |
| 81  | Европейская комиссия                      |
| 82  | Словения                                  |
| 83  | Всемирный банк                            |
| 84  | Хорватия                                  |
| 85  | Европейский банк реконструкции и развития |
| 86  | Македония                                 |
| 87  | Кипр                                      |
| 88  | Норвегия                                  |
| 89  | Украина                                   |
| 90  | Молдавия                                  |
| 91  | Армения                                   |
| 92  | Беларусь                                  |
| 93  | не используется                           |
| 94  | не используется                           |
| 95  | Судан                                     |
| 96  | не используется                           |
| 97  | не используется                           |
| 98  | Грузия                                    |
| 99  | Эстония                                   |